# Ван (эялет)
Ван (тур. Van Eyaleti) — важная провинция Османской империи. Контролировалась непосредственно султаном из Стамбула. Занимала территорию восточной Анатолии, её столицей был город Ван. Эялет был образован в 1548 году Состоял из 14 санджаков.
После административной реформы 1864 года эялет был включён в состав вилайета Эрзурум, а в 1875 году был выделен отдельный вилайет Ван.